# Rhadinopasa
Rhadinopasa é um gênero de mariposa pertencente à família Bombycidae.